# Robert Amper
Robert Amper (* 7. Dezember 1960 in München) ist ein deutscher Schauspieler, Regisseur, Autor und Synchronsprecher.

## Werdegang
Amper ist einer der Söhne des Komponisten Quirin Amper Jr. und der Sängerin Helga Reichel. Sein Bruder Thomas Amper, ist ebenfalls Komponist und Sänger. Amper erlernte den Beruf des kaufmännischen Angestellten. Im Alter von 22 Jahren, inszenierte er für das ZDF das Fernsehspiel Lisa als Autor und Regisseur. Verschiedene Projekte folgten, unter anderem die Darstellung eines Arztes in der Verfilmung von Johannes Mario Simmels Mit den Clowns kamen die Tränen und die Moderation der Star-Trek-Nacht für Sat.1 anlässlich des Jubiläums dieser Serie.
1995 begann Amper, regelmäßig Independent-Filme zu produzieren. Im gleichen Jahr landete er mit dem ersten Teil der Raumschiff-Highlander-Reihe einen Erfolg, der ebenfalls von Sat.1 ausgestrahlt wurde und auf die mehrere Fortsetzungen folgten. Nach einem Endzeit-Mystery-Film mit dem Titel Adonai folgte die Trilogie 50 Jahre der Ewigkeit, deren erster Teil auch als Hörspiel produziert wurde.
Parallel wirkte Amper als Schauspieler in verschiedenen Fernsehshows, wie etwa Richter Alexander Hold (Sat.1), Das Geständnis (ProSieben) oder K11 – Kommissare im Einsatz (Sat.1), sowie als Redakteur in der Lottoshow (ARD) mit. Als Synchronsprecher lieh er verschiedenen Figuren der Serien Paddington Bear, CatDog, Roary the racing Car, South Park u. a. seine Stimme. Außerdem spielte Amper in verschiedenen Dokumentarbeiträgen des BR Fernsehens und gab in einer aufwändigen TV-Produktion den Erfinder des Holzschliffs – der Methode, aus Holz Papier herzustellen. In der ProSieben-Serie Alles außer Sex spielte er einen Bibliothekar und hatte einen Cameoauftritt in dem ARD- und ZDF-Spot für die Fußball-Europameisterschaft 2008 im TV und Kino. Auch wurde Robert Amper in der Sendung „Menschen in Bayern“ vorgestellt, da er zu diesem Zeitpunkt der einzige in Deutschland lebende Regisseur war, der Science-Fiction-Filme produzierte.
Für den Film Pirates of the Caribbean – Fremde Gezeiten war Amper Aufnahmetonmeister. Darüber hinaus spielte Amper in verschiedenen Werbespots für McDonald’s, Sony und die Käserei Bergader mit.
Des Weiteren betreibt Amper eine Webseite, auf der die Fertigkeit des australischen Whip Crackings (dt. Peitschenknallen) vermittelt wird. Zusammen mit der TV-Produktionsfirma Muitz.TV produzierte er dafür eine vierteilige Tutorial-Reihe. Die dazugehörigen DVDs werden international vertrieben. Die Einnahmen des Verkaufs der Peitschen gehen dabei zu Tierheimen in den verschiedenen Ländern, welche ebenfalls an dem Projekt beteiligt sind. So werden Tierheime in Deutschland, USA, Australien und Kanada unterstützt.
Analog dazu realisierte Amper ein Programm zum Thema Selbstschutz mit dem Namen „Stay Alive!“, welches in drei Teilen auf DVD veröffentlicht wurde und gibt Seminare zum Thema. Außerdem fungiert Amper als Worldwide Chief Instruktor für das Projekt „Sicherheitsschirm“, einem Regenschirm, welcher als Schlagstock eingesetzt werden kann.
Im Oktober 2021 kehrte Amper in der Rolle des Robert T. Norad nach zwei Jahrzehnten zurück auf die Leinwand. Norad, mittlerweile Admiral - bekommt es mit Dr. Who, Aliens und Predatoren zu tun und mit einer von ihm (H2 Captain Norad - Ruler of the Universe) in der Vergangenheit geschaffenen Situation. Am Ende steht auch fest, wie die neue Inkarnation des Doktors aussieht.
Seit Juni 2022 betreibt Amper einen YouTube-Kanal, welcher sich überwiegend mit sozialen und gesellschaftlichen Themen beschäftigt.

## Filmografie (Auswahl)
- 1995: Raumschiff Highlander I: The Return of Captain Norad
- 1996: Raumschiff Highlander II: Captain Norad, Ruler of the Universe
- 1997: Raumschiff Highlander III: Captain Norad, King of the Impossible
- 1998: Raumschiff Highlander IV: History
- 1999: Raumschiff Highlander V: Norad – Resurrection
- 2000: Adonai
- 2001: 50 Jahre der Ewigkeit I
- 2003: 50 Jahre der Ewigkeit II – Brigadoon
- 2005: 50 Jahre der Ewigkeit III – Archangel
- 2006: Legion & Wildfire
- 2007: Calling all Angels
- 2007: Raumschiff Highlander – Wildfire (Kurzfilm)
- 2008: Sam und der König von Buja
- 2010: Jeshua - Darkness and the Light
- 2021: Raumschiff Highlander VI: H6 – Norad